# 田中あい
田中 あい（たなか あい、1984年 - ）は、兵庫県姫路市出身の女優、声優、ナレーター。プロダクション・タンク所属。

## 人物
身長155cm。体重50kg。
専門学校アートカレッジ神戸DJ声優学、勝田声優学院、テアトル・エコー研修科卒。
特技は剣道（2段）、ソフトボール、書道（3段）、ジャズダンス、一輪車。

## 出演

### テレビアニメ
- カラオケ行こ!（2025年、南[初出 1]）

### テレビドラマ
TBS
- テレビ未来遺産
  - 遠い約束〜星になったこどもたち〜（2014年）
  - ORANGE 〜1.17 命懸けで闘った消防士の魂の物語〜（2015年）
- 月曜名作劇場 / 警視庁機動捜査隊216（2017年）

フジテレビ
- 土曜プレミアム / 特命指揮官 郷間彩香（2016年）
- 火ドラ★イレブン / ウソ婚（2023年）

テレビ朝日
- 仮面ライダードライブ（2015年） - 母親
- 豆腐プロレス（2017年） - 宮脇咲良の母（写真出演）
- スーパー戦隊シリーズ
  - 宇宙戦隊キュウレンジャー（2017年） - 住人
  - 快盗戦隊ルパンレンジャーVS警察戦隊パトレンジャー（2018年） - 看護師
- 木曜ドラマ / ハヤブサ消防団（2023年） - ナレーター

テレビ東京
- 月曜プレミア8 / 機捜235II（2021年） - 声の出演 ※ノンクレジット
- 水曜ミステリー9 / 憐情 警視庁強行犯係 樋口顕（2022年） - 声の出演

WOWOW
- 連続ドラマW / 監査役 野崎修平（2018年）

### テレビ番組
- ザ・プロファイラー 〜夢と野望の人生〜（NHK）
- 総合診療医ドクターG（NHK）
- 中居正広の金曜日のスマイルたちへ（TBS）
- 奇跡体験!アンビリバボー（フジテレビ）
- 主治医が見つかる診療所（テレビ東京）

### 映画
- 夫婦喧嘩は猫も食べない（2014年、原生林） - 主演：美智子
- 海賊とよばれた男（2016年、東宝）
- ザ・ファブル 殺さない殺し屋（2021年、松竹） - 声の出演
- ノイズ（2022年、ワーナー・ブラザース映画） - 声の出演
- あんのこと（2024年、キノフィルムズ） - 声の出演

### 配信ドラマ
- 忍びの家 House of Ninjas（2024年、Netflix）

### 舞台
- 劇団冒険倶楽部｢名探偵･蘭光太郎 朝に別れのギムレットを2012｣
- 劇団M.M.C｢セイギノミカタII｣
- 劇団イノコリ｢魔がさす｣
- K-note｢誘われてスカイウォｰカｰ｣
- Pityman｢いつも眠るまえに｣
- バスボンバ
- マダム・ノアールの占い事件簿

### VP
- DVDで学ぶ心理療法
- 警視庁 万引き防止対応ガイドライン
- 国税庁 酒類販売管理研修教材

### ナレーション
- 書籍｢起きてから寝るまで子育て英語表現1000｣
- Amazonオーディブル｢カスタマーサクセスとは何か｣

### ラジオ
- ヴォイスサンプルレディオ（FM aiai）

### 吹き替え
- シカゴ・メッド
- レイブンのウチはチョー大変!

### 方言指導
- 逆転人生（NHK）
- 仮面ライダーオーズ/OOO（2011年、テレビ朝日）
- 海の上の診療所（2013年、フジテレビ）
- 4／猫 ねこぶんのよん（2015年、東京テアトル）

### その他
- アニメーション神戸 - 授賞式司会、アニメ「Recovery」 - アルマ
- 釣れ釣れNEWS - キャスター

### 初出話一覧
1. ↑  第4話初出